# SomaFM

Лого «SomaFM»

SomaFM — одна из крупнейших американских музыкальных радиостанций, доступных только через Интернет. Репертуар — музыка в стиле даунтемпо, чил-аут и эмбиент.
Радиостанция работает из гаража основателя Расти Ходжа в Сан-Франциско.

## История
Расти Ходж начал вещание в формате «пиратской» радиостанции на музыкальном фестивале Burning Man в 1999 году. Получив массу хороших отзывов, по возвращении в Сан-Франциско он наладил интернет-трансляцию самого первого канала станции — Drone Zone. Радиостанция была названа в честь района Сан-Франциско South of Market, и наркотика «сома» из романа Хаксли «О дивный новый мир». С самого начала Расти Ходж подчёркивал, что станция работает на некоммерческой основе, и по сей день на каналах SomaFM нет рекламы: Ходж и его помощники работают над трансляцией добровольно, а также за счёт пожертвований слушателей.
В 2002 году в США вступил в силу закон DMCA, который позволил Американской ассоциации звукозаписывающих компаний собирать с онлайн-радиостанций лицензионные выплаты за трансляцию каждой композиции, что, согласно Ходжу, должно было обанкротить станцию. 
SomaFM прекратила вещание в июне 2002 года. 
Расти Ходж организовал кампанию по лоббированию поправок к закону DMCA через местных сенаторов, и некоторое время рассматривал возможность вещания с серверов в других странах — в том числе и в России. Однако после свидетельства Ходжа в Конгрессе США были приняты поправки к акту DMCA, позволившие небольшим интернет-радиостанциям возобновить вещание с территории США.

## Каналы
По состоянию на 2012 год, интернет-радиостанция «SomaFM» осуществляет вещание в различных музыкальных жанрах на 24 каналах:
1. Dub Step Beyond — канал, транслирующий дабстеп, даб и электронную музыку, в которой преобладают низкие частоты.
2. Groove Salad — самый популярный канал SomaFM (второй по времени создания), транслирующий, в основном, музыку в стиле даунтемпо и лаундж.
3. Suburbs of Goa — канал, транслирующий лаундж и чиллаут с уклоном в азиатскую и индийскую этническую музыку.
4. Lush — канал, транслирующий легкий, в основном вокальный лаундж и чиллаут.
5. Space Station Soma — канал, транслирующий «космический» эмбиент.
6. Indie pop rocks — канал, транслирующий инди-поп и инди-рок.
7. Digitalis — канал, транслирующий легкий электронный пост-рок.
8. PopTron! — канал, транслирующий электронную поп-музыку.
9. BAGeL Radio — канал, транслирующий альтернативную рок-музыку.
10. Covers — канал, транслирующий кавер-версии различных популярных композиций
11. Secret Agent — канал, транслирующий даунтемпо, ню-джаз и чиллаут композиции на «шпионскую» тему.
12. Boot Liquor — канал, транслирующий классическую американскую кантри-музыку и рокабилли.
13. Sonic Universe — канал, транслирующий ню-джаз, фьюжн и авангардные направления джаза.
14. Illinois Street Lounge — канал, транслирующий латиноамериканский джаз и классический «вестибюльный» лаундж.
15. Drone Zone — самый первый канал SomaFM, транслирующий эмбиент.
16. Mission Control — канал, транслирующий старые и новые записи трансляций NASA, положенные на электронный эмбиент.
17. сliqhop idm — канал, транслирующий IDM и глитч.
18. Underground 80s — канал, транслирующий британский синти-поп начала 1980-х годов.
19. Tag’s Trip — канал, транслирующий прогрессив-хаус и транс.
20. Beat Blender — канал, транслирующий даунтемпо, даб и джангл.
21. Black Rock FM — канал, транслирующий музыку с фестиваля Burning Man 2010 года.
22. Doomed — канал, транслирующий дарк-эмбиент и его разновидности.
23. South by Soma — канал, транслирующий музыку, представленную на фестивале South by Southwest.
24. SF 10-33 — канал, транслирующий записи радиопереговоров полиции/пожарной службы Сан-Франциско, положенные на музыку в эмбиент-стиле (10-33 – полицейский радиокод  "Emergency, all units stand by" (Чрезвычайная ситуация, всем экипажам приготовиться).
25. Fluid - канал, транслирующий такие относительно новые направления музыки, как: liquid trap, chill trap, future soul, ambient, future garage, downtempo и инструментальный hip-hop.

Другие каналы:
- Xmas in Frisko — канал, транслирующий американскую рождественскую музыку; этот канал появляется только в католический рождественский сезон
- Christmas Lounge — канал, транслирующий рождественский лаундж и классические «зимние» треки. Канал вещает с конца ноября и до первых чисел января.

Все каналы доступны через прямое подключение к серверам SomaFM, однако осуществляется также и вещание при помощ ПО  Icecast по протоколу http, для тех пользователей, которые по тем или иным причинам не могут подключаться напрямую.